# Sara Gadalla Gubara
Sara Gadallah Gubara Al-Faki Ibrahim (en arabe : سارة جاد الله جبارة (Sāra Jādallah Jubāra), née le 23 avril 1956 est une nageuse et réalisatrice soudanaise.
Elle est la première femme soudanaise à participer à des compétitions internationales de natation et la première femme soudanaise à traverser la Manche à la nage jusqu'en France, malgré une polio contractée dans son enfance. En plus de son activité sportive, elle est aussi connue comme une réalisatrice pionnière dans son pays, assistant d'abord son père, Gadalla Gubara, puis réalisant ses propres films.

## Enfance et vie privée
Sara Gadalla nait à Bahri dans le nord de Khartoum, d'un père caméraman, producteur de films, réalisateur et photographe,. À l'âge de deux ans, elle contracte la poliomyélite qui  entraîne une altération de sa jambe gauche,.  Sur les instructions de son médecin, son père l'initie alors à la natation pour l'aider à soulager son handicap permanent et à renforcer sa personnalité.
Elle se fait instruire, au primaire, à l'école Helat Hamd pour filles avant de  rejoindre l'école intermédiaire Amirya pour filles à Khartoum. Par la suite, elle fréquente l'école des filles Abu Bakr Sorour à Omdurman et l'école secondaire pour filles, Shendi.

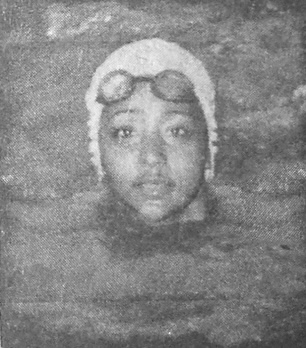
Sarra en 1975

À l'âge de six ans, Sara devient une nageuse et participe à plusieurs épreuves de courte distance. Son père le supervise et l'encourage  dès ses débuts.
En 1989, Sara épouse Bella Abu Sineina  avec qui elle a quatre enfants : Ashraf, Sami, Khalid et Samhar.

## Carrières

### Carrière  sportive
Elle rejoint, le club sportif Al-Kawkab dans la capitale soudanaise où elle est entraînée par Bayoumi Mohammed Salem dans le Nil et dans la piscine de la Maison de la Culture,.
Elle commence, ensuite, par participer aux championnats nationaux avant de représenter le Soudan dans l'équipe de natation junior des moins de 16 ans, à Nairobi où elle finit troisième, en 1968.
En 1972, Sara rejoint l'équipe de natation du club Al-Hilal, à Omdurman, et commence à participer à des compétitions de longue distance.
Ses compétitions comprennent la course Jabal Awliya (50 km), l'une des courses les plus longues, du barrage de Jabal Awliya sur le Nil Bleu et au bâtiment de la télévision à Omdurman.  À cette course, elle finit troisième derrière les nageurs masculins Abd al-Majid Sultan Kigab et Salim.
Première nageuse à la course d'Atbara, elle occupe quatrième au classement général et deuxième à celle de Wad Madani à Um-Sunat derrière Kigab.  Sara finit, ensuite, deuxième lors de la course de Wad Nemari à Dongola (30 km).
Elle se distingue dans le style de nage le plus difficile, la nage papillon qui nécessite souplesse et grande force physique, où elle   excelle et bat des records. Les records enregistrés à son nom sont le 50 mètres papillon, le 100 mètres nage libre et le 100 et 200 mètres dos,.

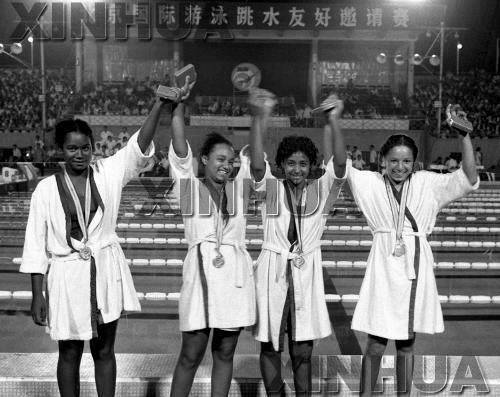
Sara Gubara à Pékin en 1975, deuxième à partir de la droite

Sur le plan international, Sara représente le Soudan dans plusieurs compétitions au Kenya, au Royaume-Uni et en Chine où elle remporte une médaille d'or. Pour elle, la course Maratona del Golfo de 1974 à Capri, en Italie, est la plus importante de sa carrière internationale, finissant deuxième chez les amateurs,. En 1975, elle représente le Soudan aux Jeux de Pékin et obtient la médaille d'or.  En 1977, elle stagne dernière dans la course en eau salée de Capri.
Avec plus de 35 médailles nationales et internationales à l'actif et première femme soudanaise à traverser la Manche à la nage jusqu'en France, Sara prend sa retraite.
En 2008,  le Comité international olympique lui délivre un certificat d'appréciation, en raison de son statut de pionnière dans la natation soudanaise. Elle est également honorée au niveau national et international,,.
Instructrice d'aquagym, sauveteur et administratrice sportive accréditée à l'échelle internationale, Sara est, depuis 2003, secrétaire générale de la Fédération soudanaise de natation et membre du Comité local des femmes et de la Fédération générale soudanaise du handicap.

### Parcours artistique
En 1984 , elle obtient son diplôme dans le cinéma à l' Institut supérieur de cinéma du Caire en Égypte. Après la cécité de son père à l'âge de 80 ans, Sara l'assiste dans ses projets artistiques,  notamment pour le roman Les Misérables, en 2006,,  et son autobiographie My life and the cinema (Ma vie et le cinéma).

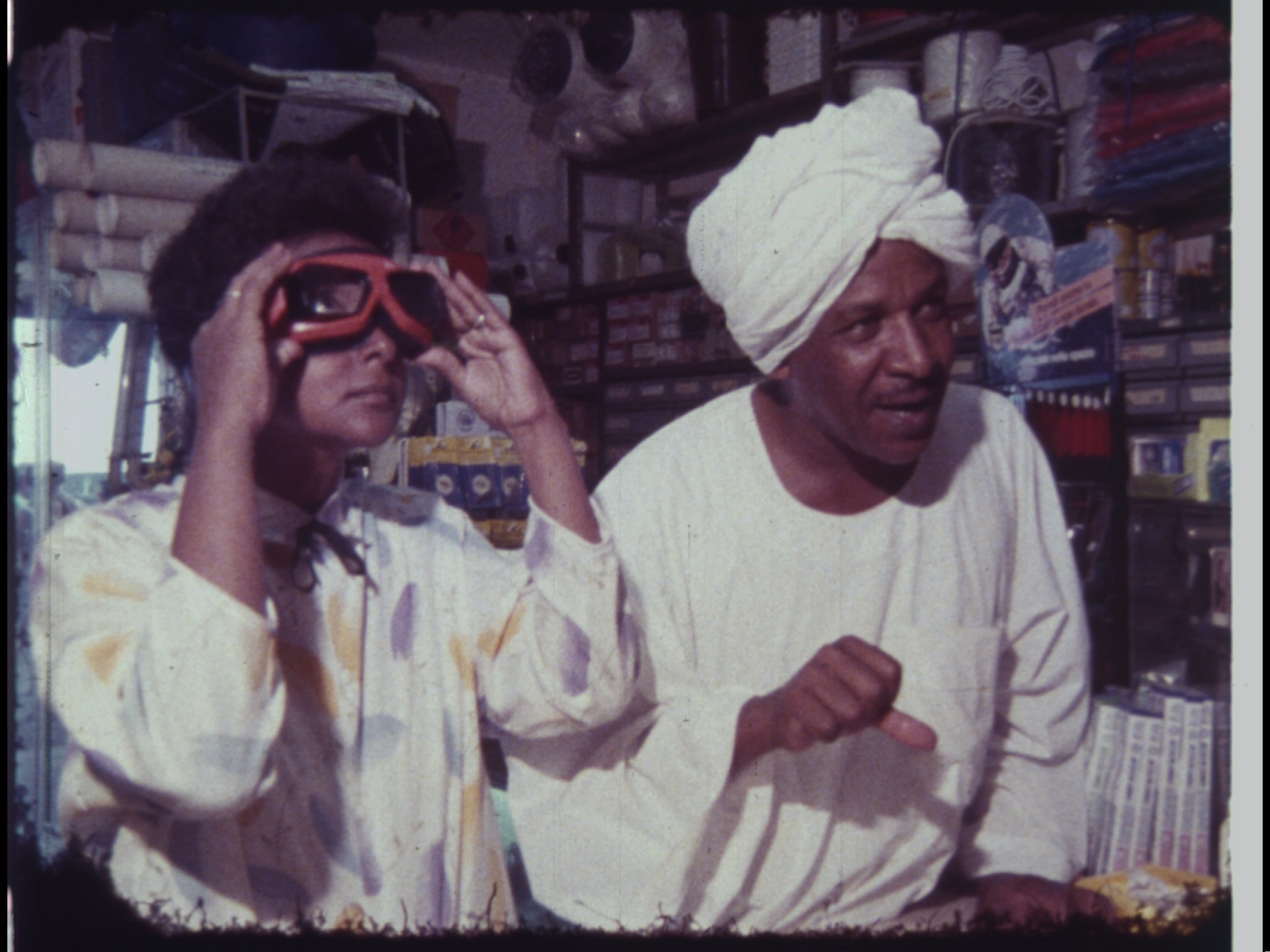
Sara et Gadalla Gubara dans leur documentaire « Viva Sara » (1984)

Son documentaire The Lover of Light (L'Amoureux de la lumière) de 2004 s'apparente comme une métaphore de la débâcle de la vue de Gadalla Gubara et de son désir d'utiliser le cinéma pour sensibiliser sur les problèmes sociaux.  Avec ce dernier et deux autres films, elle participe au Festival du film de Kampala en 2008.
Sara travaille pour préserver l'héritage cinématographique de son père, ayant documenté l'histoire du Soudan, en cherchant à numériser et archiver ses films,. Entre 2014 et 2016, une grande partie des films de son père  est numérisée par l'Arsenal Institute for Film and Video Art à Berlin, en Allemagne, assortie d'une exposition au public au Soudan ainsi qu'à l'étranger,.
En 1985, elle occupe le poste de responsable d'animation pour la chaîne Sudan TV.  Elle  réalise environ plusieurs films d'animation. En 1989, elle s'installe au Royaume d'Arabie saoudite, avec son époux, où elle réalise des publicités et des films documentaires. 12 ans plus tard, elle  retourne au Soudan et crée son studio Belissar Art Production, en y étant à la fois caméraman, réalisatrice et monteuse,.  Elle réalise aussi  une version animée du conte de fées soudanais Fatima Al-Samha.
Sara Gadalla, cesse de produire des films d'animation et se tourne vers les films documentaires. Elle participe à plusieurs festivals au Nigeria, en Afrique du Sud et à Zanzibar en Tanzanie.  Elle réalise plusieurs documentaires et courts métrages sur la situation des femmes au Soudan et les coutumes sociales néfastes pratiquées à leur encontre. Particulièrement, elle consacre huit films aux conséquences néfastes des mutilations génitales féminines, en vue de sensibiliser les Soudanais qui vivent surtout dans des campagnes.
De même, elle travaille sur un film relatif aux femmes soudanaises de tous domaines confondus, mettant l'accent sur les personnalités pionnières.  Semblable aux films précédents de son père sur le même sujet, Song of Khartoum, elle produit plusieurs films sur les villes soudanaises.

## Reconnaissances
Sara est considérée comme l'une des premières et des rares réalisatrices soudanaises ayant contribué significativement à l'histoire du cinéma soudanais,.
En 1984, son père relate sa vie dans le court métrage semi-documentaire, « Viva Sara », mettant en exergue ses exploits athlétiques. Le réalisateur italien Renzo Martinelli  s'en inspire pour la production du film Sarahsarà (it), en  1994.
En 2007, le Comité International Olympique lui décerne le prix Life Time Achievement in Women Sports.